# Jean Zimmer
Jean Zimmer (Bad Dürkheim, 1993. december 6. –) német labdarúgó, aki 2021 óta az 1. FC Kaiserslautern jobbhátvédje. A Bundesliga 2-ben 2013. december 23-án debütált az FC Ingolstadt 2–1-es idegenbeli legyőzésekor.

## Klubcsapatban
Az 1. FC Kaiserslautern utánpótlásában nevelkedett. 2012. augusztus 5-én mutatkozott be a tartalékok között, az FSV Frankfurt tartalékcsapata ellen végig játszott. A 'Lautern 3–0-ra verte idegenben utolsó helyen álló ellenfelét. Alois Schwartz edző keze alatt 13 percet kivéve az egész szezont végigjátszotta. Az egy meccs, amin nem volt végig pályán, az SSV Ulm 1846 6–0-s kiütése volt. Mikor lecserélték, már kialakult a végeredmény.